# Art punk
L'art punk, ou avant punk, désigne un genre de punk rock et post-punk avec un penchant expérimental, ou en lien avec l'école d'art, la critique d'art, ou la musique avant-gardiste.

## Histoire
Les premiers groupes du genre, décrits « art-punk », sont des groupes originaires de la scène musicale new-yorkaise des années 1970 tels que New York Dolls, Television, et Patti Smith. Des groupes tels que Wire (dont la majeure partie des membres sont des étudiants en art) et The Ex, un groupe ayant mélangé des éléments sonores de musiques jazz, bruitistes et ethniques à sa sonorité punk rock ont été décrits « avant-punk »,. D'autres groupes comme Dog Faced Hermans suivent à peu près le même trajet musical. La scène no wave des années 1970 et 1980 est considérée comme une branche connexe de l'art punk, et décrit par Martin Rev du groupe Suicide comme « une extension avant-garde valide du rock ». D'autres groupes décrits comme « art punk » incluent Fugazi et Goes Cube. Crass est également catégorisé dans l'art punk de par ses performances artistiques.

## Artistes
Les artistes du genre art punk incluent notamment : A Frames, Art Brut, Glenn Branca, Chicks on Speed, Crass, Daughters, Devo, DNA, Dog Faced Hermans (en), The Fall, The Futurians,, Gang of Four,, Richard Hell, Hot Hot Heat, Ikara Colt, Lucrate Milk, The Membranes , The Monochrome Set, No Age, Pere Ubu, Pylon, The Death Set (en), The Raincoats,, The Rakes, The Rapture, Scratch Acid, Scritti Politti,, Talking Heads, Ted Leo and the Pharmacists, Television, Grajdanskaïa Oborona,, Wire, et Yeah Yeah Yeahs.